# Griff Furst
Pour les articles homonymes, voir Griff et Furst.
Griff Furst est un acteur et réalisateur américain, né le 17 septembre 1981 à Van Nuys (États-Unis). 

## Biographie
Furst apparait dans plus d'une centaine de productions télévisuelles et cinématographiques. Il  produit des films tels que You Might Be The Killer, Welcome to Sudden Death et Tales From the Hood . Il réalise Cold Moon. Il est le fils de Lorraine Wright et de l'acteur Stephen Furst, et le frère du compositeur Nathan Furst.
En tant qu'acteur, il est connu pour son rôle de Jim Zien dans le film Le Fondateur de 2016, et le shérif Lucas Hood dans Banshee. Variety le décrit pour son rôle dans I Love You Phillip Morris comme « Pas nommé, mais mémorable ».

## Filmographie
- 2000 : Stageghost : Rob
- 2004 : Boa vs. Python : James Danner
- 2005 : Alien Abduction : Todd
- 2005 : Jolly Roger: Massacre at Cutter's Cove : Barrows
- 2005 : Hell to Pay (en) : Griff
- 2005 : Dead Men Walking : Johnny
- 2006 : Exorcism : The Possession of Gail Bowers : Clark Pederson
- 2006 : Game Day : Dave
- 2006 : Bram Stoker's Dracula's Curse : Konstantinos
- 2006 : The 9/11 Commission Report : Gary
- 2007 : The Hitchhiker : Paul
- 2007 : Take
- 2007 : Robot War : Itchy
- 2007 : Ghost Image : Donnell
- 2007 : I Am Omega
- 2007 : Universal Soldiers
- 2008 : Jurassic Commando
- 2009 : I Love You Phillip Morris : Mark
- 2009 : Hantée par le passé (Tribute) : Brian Morrow
- 2009 : Cyborg Conquest : McNasty
- 2009 : Wolvesbayne : Père de Russell
- 2010 : iCrime : Parker
- 2010 : Movin' In (en) : Tad Klein et Mr.Goldfarb
- 2011 : Green Lantern
- 2011 : Apocalypse climatique
- 2011 : Swamp Shark
- 2012 : Transit : Lt. B. Morgan
- 2012 : Battleship
- 2012 : Letting Go : Doctor Axelrod
- 2013 : Insaisissables
- 2013 : From the Rough : Hugh
- 2013 : Match retour : Le médecin
- 2013 : Ghost Shark
- 2014 : Starve
- 2014 : The Baby (Devil's Due) : Keith
- 2014 : Ravenswood : Gabriel Abaddon
- 2014 : Vertiges : L'ami de Zoe
- 2015 : Focus : Gareth
- 2015 : Demonic : Reeves
- 2015 : Terminator Genisys : Burke
- 2015 : Renaissances
- 2015 : Trumbo : Maître de cérémonie
- 2016 : Code of Honor : Jerry Simon
- 2016 : The Magnificent Seven : Phillips
- 2016 : Le Fondateur : Jim Zien
- 2018 : Steel Country : Max Himmler
- 2019 : Dead Water : David Cooper